# Лазурне (селище)
Лазу́рне (колишні назви — Софіївка, Новоолексіївка) — селище в Україні, центр Лазурненської селищної громади Скадовського району Херсонської області на узбережжі Чорного моря. Населення на 1 січня 2011 року становило 3214 осіб. Значний приморський кліматичний рекреаційний центр Херсонської області.

## Географія
Розташоване на березі Чорного моря за 28 км від районного центру міста Скадовська, за 100 км від Херсона та за 80 км від найближчої залізничної станції Брилівка. Із даними населеними пунктами воно має автодорожній зв'язок.
На півдні селище прилягає до Чорного моря. На захід від селища знаходиться озеро лиманного типу Устричне, на схід — Джарилгацька затока, яка відділена від Чорного моря островом Джарилгач (на якому знаходиться заказник), східна частина якого (піщана коса) площею близько 170 га входить до складу селищної ради.
Площа Лазурненської селищної ради становить 8987 га, у тому числі 5049,4 га сільськогосподарських угідь, з яких 4757,2 га становить рілля. Територія селища (згідно з формою 6-зем) становить 838,1 га, із них 541,6 га займають селищні території (296,5 га забудованих земель і 245,1 га присадибних ділянок), що становить ~64 % від усієї території населеного пункту.
Рекреаційна зона становить 273,1 га або близько 1/3 території селища. Інші площі зайняті землями сільськогосподарського призначення (160,8 га), лісами Скадовського державного лісомисливського господарства (26,0 га), частково заболоченими землями (2,2 га), невеличкими озерами (7,9 га) та сухими відкритими землями (99,8 га).

## Історія

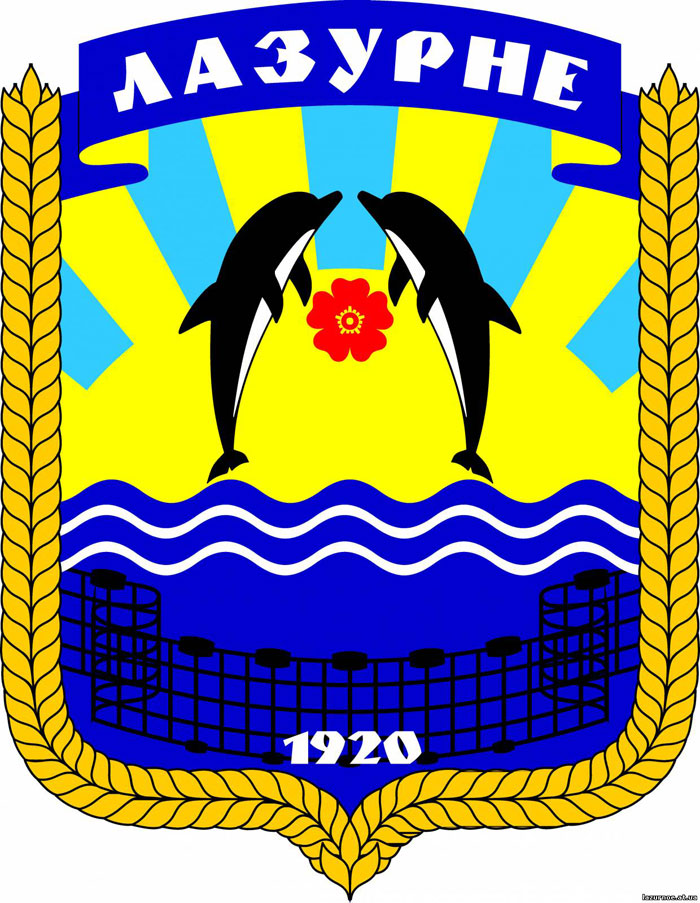
Попередній варіант герба (до 2013 року)

Перша письмова згадка про Лазурне (тоді — Софіївку) відноситься до 1803 року. Засноване французом Вільгельмом Рув'є як економія. Назване було на честь його доньки Софії, на якій згодом одружився керівник цієї економії Рене Вассаль. 1920 року селище отримує назву «Новоолексіївка».
У 1923 році Лазурне входить до новоствореного Скадовського району. Новоолексіївська сільська рада утворена у 1923 році, до якої увійшли також висілок Новоросійський, хутір Устричний (розформований 1958 року) та село Новогригорівка (розформоване 1973 року). У 1975 році жителі Устричного і Новогригорівки переселені до Новоолексіївки. Сучасну назва і статус селища міського типу Лазурне отримало 2 грудня 1975 року.
Не зважаючи на те, що у 1917—1921 роках Новоолексіївка знаходилась поза межами театру бойових дій ворогуючих армій, все ж більшість селян сприйняли встановлення більшовицької влади вороже.
У 1930-х роках хвиля політичних репресій, що прокотилась СРСР, накрила і Новоолексіївку з довколишніми присілками та хуторами. На кожній вулиці Софіївки, Новогригорівки, хутора Устричного та висілку Новоросійського були будинку, мешканців яких репресували.
Серед жертв політичних репресій (мешканці населених пунктів, які увійшли до складу смт. Лазурного):
- Антонов Федір Федосійович, 1895 р.н., уродженець Криму. Мешкав у Новоолексіївці. Українець. Заарештований у 1930 році за антирадянську та антиколгоспну агітацію. Засуджений на 5 років ГУЛАГу.[3]
- Бігун Григорій Федотович, 1898 р.н., уродженець с. Софіївка. Мешкав у Новоолексіївці. Українець. Заарештований у 1938 році за участь в контрреволюційній організації. До суду не притягався.[4]
- Гусаров Іван Матвійович, 1908 р.н., уродженець с. Марінка Саратовської губ. Мешкав у Новоолексіївці. Росіянин. Заарештований у 1938 році за участь у диверсійно-шкідницькій діяльності. До суду не притягався.[5]
- Кардівар Михайло Йосипович, 1895 р.н., уродженець м. Вознесенська Херсонської губ. Мешкав у с. Новоолексіївка. Українець. Заарештований у 1938 році за участь у диверсійно-шкідницькій діяльності. До суду не притягався.[6]
- Кобзарь Дмитро Петрович, 1909 р.н., уродженець с. Чалбаси. Мешкав у с. Новоолексіївка. Українець. Заарештований у 1938 році за участь у диверсійно-шкідницькій діяльності. До суду не притягався.[7]
- Кондратенко Іван Максимович, 1874 р.н., уродженець с. Чалбаси. Мешкав у с. Новоолексіївка. Українець. Заарештований у 1930 році за антирадянську агітацію. Засуджений до 5 років заслання у Північний край.[8]
- Павлов Никон Григорович, 1896 р.н., уродженець м. Шпола. Мешкав на острові Джарилгач. Росіянин. Заарештований у 1938 році за підозрою у шпигунстві. До суду не притягався.[9]
- Потапов Іван Михайлович, 1906 р.н., уродженець с. Новософіївка. Мешкав у с. Новогригорівка. Заарештований у 1938 році за участь у диверсійно-шкідницькій діяльності. До суду не притягався.[10]
- Решетняк Павло Лаврентійович, 1902 р.н., уродженець м. Кам'янське Катеринославської губ. Мешкав у с. Новоолексіївка. Українець. Заарештований у 1938 році за звинуваченням «участь у троцькістських організаціях». У 1939 році, не витримавши фізичних знущань на допитах, покінчив життя самогубством.[11]
- Семенов Леонід Дмитрович, 1887 р.н., уродженець с. Новомиколаївка Дніпровського пов. Таврійської губ. Мешкав у с. Новоолексіївка. Українець. У 1930 р. брав участь в антибільшовицькому повстанні, був розкуркулений. Заарештований у 1938 р. за звинуваченням в антирадянській діяльності. Страчений у 1938 році в Херсоні. Місце поховання невідоме.[12]
- Сервуля Влас Олексійович, 1895 р.н., уродженець с. Новомиколаївка Дніпровського пов. Таврійської губ. Мешкав у с. Новоолексіївка. Українець. Заарештований у 1938 році за антирадянську протиколгоспну агітацію. Засуджений до 5 років заслання у Північний край.[13]
- Соценко Василь Іванович, 1874 р.н., уродженець с. Чалбаси. Мешкав у с. Новоолексіївка. Українець. Заарештований у 1930 році за антирадянську агітацію. Засуджений до 5 років заслання у Північний край.[14]
- Соценко Захар Васильович, син Василя Івановича Соценка, 1906 р.н., уродженець с. Чалбаси. Мешкав у с. Новоолексіївка. Українець. Заарештований у 1930 році за антирадянську протиколгоспну агітацію, був розкуркулений. Засуджений до 3 років концтабору умовно, з-під варти звільнений. Вдруге заарештований у 1938 році, звинувачений в антирадянській діяльності та антирадянській агітації. Страчений у 1938 році в Херсоні. Місце поховання невідоме.[14]
- Тищенко Віктор Захарович, 1895 р.н., уродженець м. Берислав. Мешкав у с. Софіївка. Українець. Заарештований у 1937 році за антирадянську агітацію. Засуджений до 10 років ГУЛАГу.[15]

Ненависть до більшовиків та радянської влади, що була спричинена продовольчою політикою комуністів та жорстокими політичними репресіями і антирелігійними кампаніями, підштовхнула багатьох селян до співпраці з нацистами у роки Другої світової війни:
- Бондаренко Харлампій Михайлович, 1885 р.н., уродженець с. Кардашинка. Українець. Заарештований у 1941 році за контрреволюційну агітацію. Засуджений до 5 років заслання.[16]
- Волкова (Курілова) Олена Харлампівна, 1912 р.н., уродженка с. Кардашинка. Українка. Заарештована у 1944 році за видачу комуністів нацистам. Засуджена до 5 років ГУЛАГУ з поразкою у правах на 2 роки. Реабілітована у 1944 році.[17]
- Давидов Євген Никанорович, 1908 р.н., уродженець с. Софіївка. Мешкав у Софіївці. Українець. Заарештований у 1944 році за службу у німецькому війську. Направлений у спецтабір НКВС для фільтрації. Подальша доля невідома.[5]
- Єрошенко Василь Максимович, 1925 р.н., с. Богданівка на Полтавщині. Мешкав у с. Новогригорівка. Українець. Заарештований у 1948 році за належність до німецької агентури та антирадянську агітацію. Засуджений до 25 років ГУЛАГу, з поразкою у правах на 5 років та з конфіскацією майна. Звільнений у 1955 році.[18]
- Онопрієнко Василь Семенович, 1880 р.н., уродженець с. Чалбаси. Мешкав у с. Новоолексіївка. Українець. Заарештований у 1944 році за злочинну діяльність в період нацистської окупації. Засуджений до 10 років ГУЛАГу, з поразкою у правах на 5 років та з конфіскацією майна.[9]
- Рубан Федір Терентійович, 1882 р.н., уродженець с. Дегтярі Чернігівської губ. Мешкав у Новоолексіївці. Українець. Заарештований у 1944 році за антирадянську діяльність в період нацистської окупації. Засуджений до 5 років ГУЛАГу, з поразкою у правах на 3 років та з конфіскацією майна.[11]
- Трошина Онисія Давидівна, 1903 р.н., уродженка с. Софіївка. Мешкала у м. Скадовськ. Українка. Засуджена у 1945 році за антирадянську діяльність на 10 років ГУЛАГу, з поразкою у правах на 5 років.[19]
- Чуприна Матвій Сильвесторович, 1900 р.н., уродженець с. Чалбаси. Мешкав у с. Новогригорівка. Українець. Заарештований більшовиками у 1944 році за підозраю у зрадництві. Спершу засуджений до страти, згодом вирок замінили на 15 років катаржної праці та 5 років поразки у правах. Помер того ж року в ув'язненні. Місце поховання невідоме.[20]
- Шафрановський Єфрем Авксентійович, 1888 р.н., уродженець с. Красне. Мешкав у с. Новоолексіївка. Заарештований у 1946 році за співпрацю з нацистами. Засуджений до 10 років ГУЛАГу і 5 років поразки у правах.[21]
- Яковлєва Єлизавета Данилівна, 1923 р.н., уродженка с. Новоолексіївка. Мешкала у м. Скадовськ. Українка. Заарештована у 1944 році за посібництво нацистам. До суду не притягалася. Звільнена.[22]

### Російсько-українська війна
24 лютого 2022 року селище тимчасово окуповане російськими військами під час російсько-української війни.
24 червня 2022 року Генпрокуратура України повідомила про підозру у державній зраді та колабораціонізм Сергію Бєліку, голові Лазурненської селищної ради.
17 липня 2022 року ЗСУ знищили російський штаб, казарми й склад з боєприпасами в тимчасово окупованому Лазурному.
19 липня українські військові ракетним ударом знищили російську РЛС 48Я6-К1 «Подлет» поблизу пансіонату «Чорноморець» на узбережжі Чорного моря (що знаходиться поруч з початком острова Джарилгач 46°04′03″ пн. ш. 32°32′25″ сх. д. / 46.067462° пн. ш. 32.540410° сх. д.). Це найсучасніша російська РЛС, розроблена ППО «Алмаз-Антей» для ПКС Росії і знаходилась за понад 100—110 км від тогочасної лінії фронту.

## Населення
Чисельність населення на початок 2005 року становить 3230 осіб, на 1 січня 2011 року — 3214 осіб.
Основними місцями працевлаштування у Лазурному є сільське господарство (зайнято близько 1100 осіб), рекреаційна галузь (близько 610 осіб) і сфера обслуговування селища (зайнято близько 90 осіб). У селищі знаходиться відділення Скадовського лісомисливського господарства та ділянка Приморського управління зрошувальних систем.
Особливістю зайнятості є переважання тимчасової (сезонної) зайнятості, в основному це стосується рекреаційної галузі. Крім того, 3/4 зайнятих у рекреаційній галузі складають трудові ресурсі, задіяні із-зовні селища, як із навколишніх сіл району, так і з інших населених пунктів країни. Тому основна частина працездатного населення селища задіяна на обслуговуванні неорганізованих відпочивальників, тобто зайняті у власному господарстві і під час літнього сезону відпочинку населення надають послуги щодо здавання житла в найм.

### Мова
Розподіл населення за рідною мовою за даними перепису 2001 року:
| Мова            | Кількість | Відсоток |
| --------------- | --------- | -------- |
| українська      | 2792      | 85.20%   |
| російська       | 425       | 12.97%   |
| вірменська      | 17        | 0.52%    |
| білоруська      | 13        | 0.40%    |
| румунська       | 9         | 0.27%    |
| болгарська      | 2         | 0.06%    |
| польська        | 2         | 0.06%    |
| угорська        | 1         | 0.03%    |
| інші/не вказали | 16        | 0.49%    |
| Усього          | 3277      | 100%     |

## Туризм

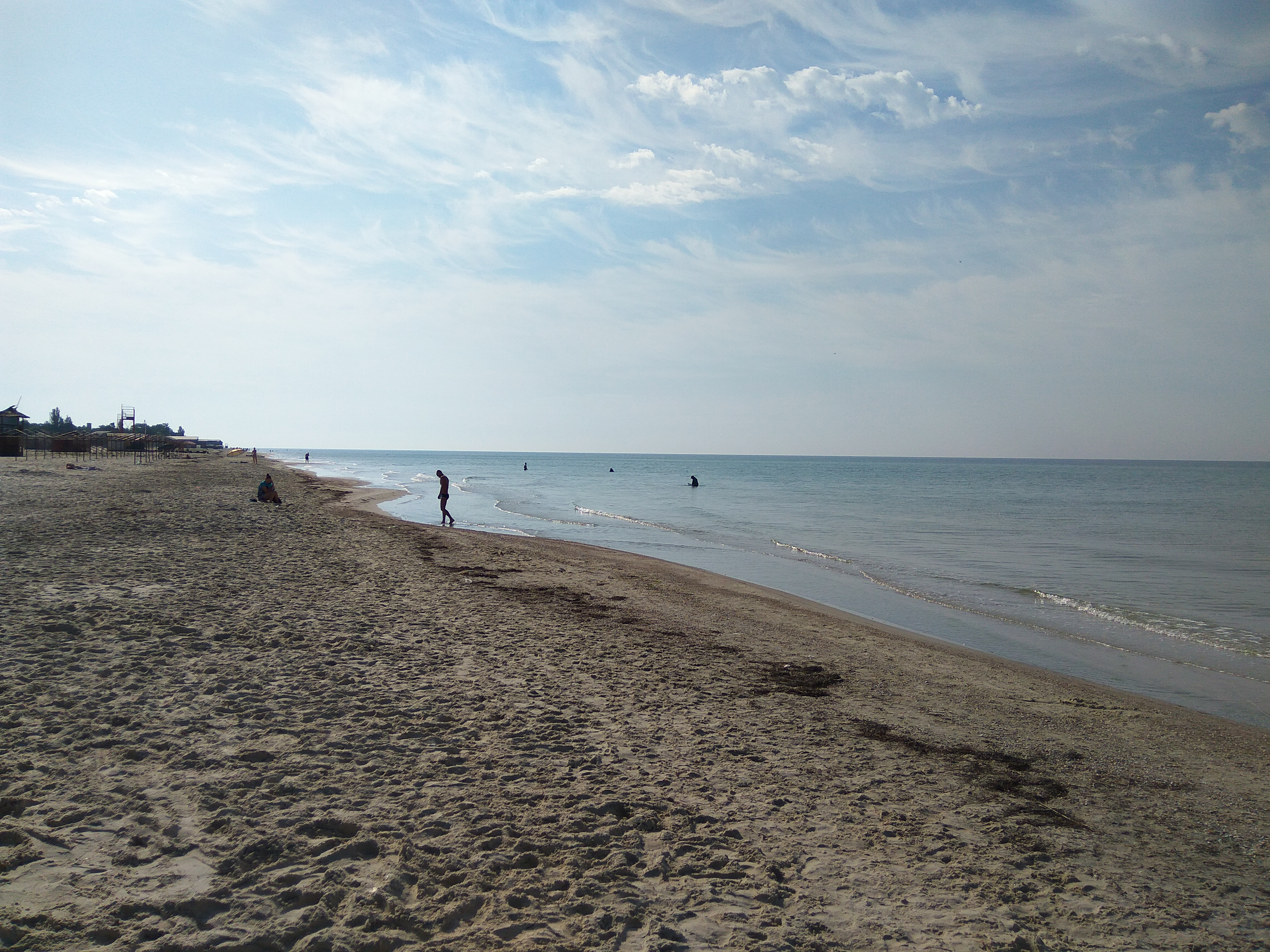
Ранок на пляжі в Лазурному.

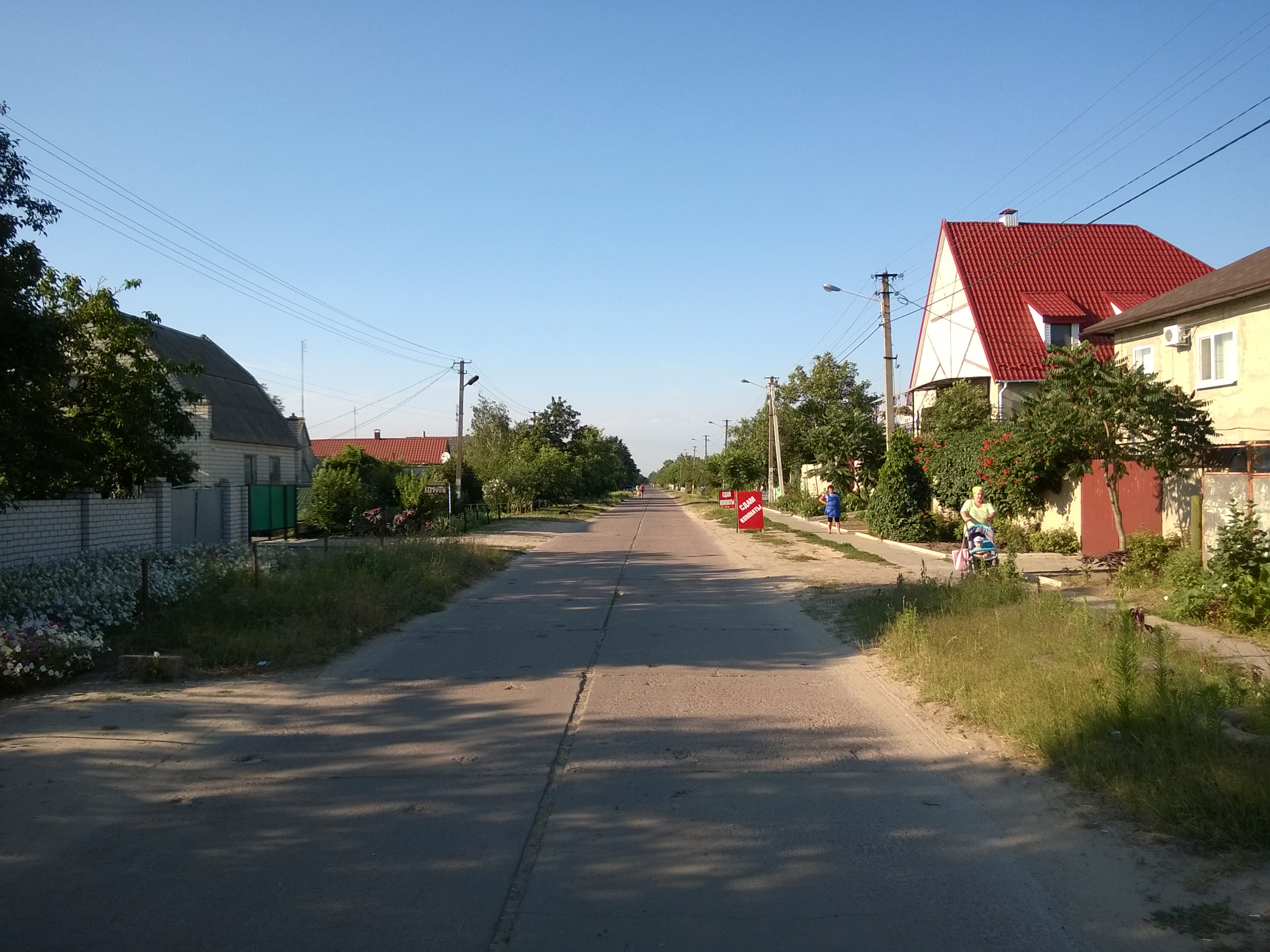
Вулиця у селищі

У селищі розташовано близько 30 баз відпочинку та дитячих таборів, також можна зняти житло у приватному секторі. Узбережжя пологе, пляжі піщані. Більшість пляжів у Лазурному обладнані тіньовими навісами, парасольками й роздягальнями. Також тут можна знайти такі розваги: катання на яхтах, моторних човнах, катамаранах, водних скутерах, «банані», моторному човні, надувні водні гірки, політ на параплані над морем на висоті 60-80 м. Працюють пункти прокату туристичного й спортивного спорядження, є рятувальні служби. У центральній частині селища знаходиться безліч кафе і барів з літніми майданчиками. Вночі працюють багато закладів відпочинку на всьому узбережжю. Також можна відвідати екскурсії: поїздка до заповідника Асканія-Нова, відвідування аквапарку у Скадовську, гарячого йодно-бромового джерела (гейзера) біля села Бехтери неподалік від Залізного Порту
Перелік баз відпочинку та дитячих оздоровчих таборів:
- Дитячій оздоровчий табір «Сонячний»
- Автокепінг «Мікромегас»
- База відпочинку «Атлант»
- Санаторно-оздоровчий комплекс «Гілея»
- Пансіонат «Каспер»
- Дитячій оздоровчий табір «Парус»
- Дитячий оздоровчий центр «Прибережний»
- Приватне домоволодіння «Ромашки у Любашки»
- База відпочинку «Славутич»
- Дитячій оздоровчий табір «Чорноморська хвиля»
- Дитячий санаторій «Чайка»
- Санаторій «Чайка»
- Пансіонат «Богдан»
- Пансіонат «Буревісник»
- Пансіонат «Галичина»
- Пансіонат «Гелістін»
- Дитячій оздоровчий табір «Дніпро»
- Пансіонат «Збруч»
- Пансіонат «Зірочка»
- Пансіонат «Золотий берег»
- Пансіонат «Корабел»
- Дитячій оздоровчий табір «Маяк»
- Пансіонат «Місфора»
- Дитячій оздоровчий табір «Нафтовик»
- База відпочинку «Острів піратів»
- Пансіонат «Перлина»
- Пансіонат «Петровець»
- Пансіонат «Райський куточок»
- Санаторій «Співдружність»
- Дитячій оздоровчий табір «Супутник»
- База відпочинку «Хвиля»
- Туристична база «Чорномор»
- База відпочинку «Колос»

Надзвичайною подією туристичного сезону 2015 року було проведення фестивалю спорту та музики Crazzzy Days, який пройшов у Лазурному 20 — 25 серпня. На сцену фестивалю виходили: Іван Дорн, Бумбокс, ONUKA, The Maneken, K.A.T.Y.A, Cepasa, Nerve Gangstas. Для гостів фестивалю грали біля сорока музикантів та діджеїв.
25 липня 2019-го в пансіонаті Буревісник сталось масове отруєння дітей, що там відпочивали. Постраждало 17 дітей віком 8-14 років.

## Інфраструктура

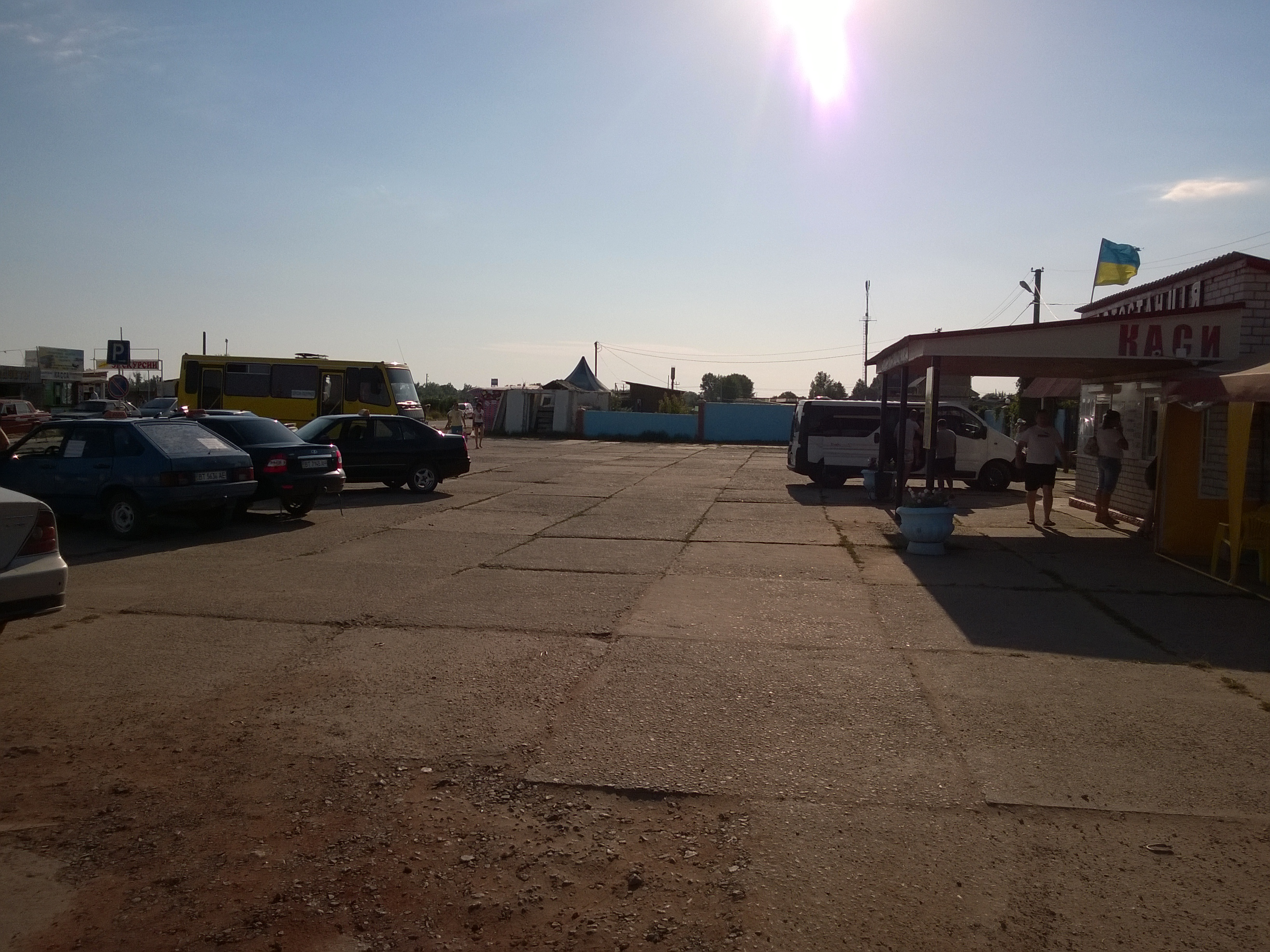
Автостанція «Лазурне»

Житловий фонд селища складається в основному із садибної забудови і на 1.01.2005 року становить 67,9 тисяч м² загальної площі. Усього у селі 1194 садибних будинків. Кількість квартир становить 1263 (ів тому числі 8-квартирний «будинок вчителів»). Середня житлова забезпеченість становить 21,0 м² загальної площі на одну людину. У селищі є великий попит на земельні ділянки для індивідуального будівництва, під дачне будівництво, будівництво міні-готелів.
Сфера обслуговування за рівнем розвитку є притаманна як для сільського населеного пункту (переважно це освітні установи та заклади повсякденного обслуговування), що обумовлено малою людністю населеного пункту. У Лазурному є: школа, розрахована на 450 учнівських місць (фактично навчається 474 учнів), дитячий садок на 160 місць (фактично відвідує від 35 дітей влітку до 70 дітей взимку), які були збудовані у 80-х роках, а також музична школа.
Крім того, у селищі є лікарня (на 15 ліжок) з поліклінічним відділенням, машиною швидкої допомоги, пошта, вузол телефонного зв'язку, магазини, кафе, ринок. Заклади торгівлі та громадського харчування представлені 20 магазинами (380 м² торгової площі), з яких 1 універмаг (802 м² торгової площі), 6 магазинів продтоварів, 12 магазинів промтоварів, 1 магазин змішаної торгівлі (475 м2 торгової площі); 5 кафе (на 160 місць), що функціонують протягом року. З будівлі будинку культури, який зазнав пожежі, нині залишилася і працює лише бібліотека; концертно-видовищна зала є зруйнованою (спаленою під час пожежі). Крім того, у літній період населення користується культурними закладами рекреаційних установ.
Медичне обслуговування населення здійснюється також районною лікарнею (м. Скадовськ) та спеціалізованими обласними закладами (м. Херсон).
У Лазурному є 2 спортивні зали (із них один шкільний), стадіон (лише футбольне поле).
Зовнішній транспортний зв'язок селища забезпечується автомобільним транспортом. Пряме автомобільне сполучення (автобуси, маршрутні таксі) Лазурне має зі Скадовськом, Херсоном, Олешками, Бериславом, Каховкою, Кривим Рогом. У літній період пряме сполучення здійснюється з Києвом, Каховкою, Новою Каховкою, Нікополем, Харковом, Дніпродзержинськом. Для обслуговування транспорту в селищі є 2 АЗС. Вулиці з твердим покриттям мають протяжність у 7,4 км.
Водопостачання у Лазурному здійснюється комунальним і відомчими (рекреаційних установ) водопроводами. Джерело — підземні води; середня продуктивність головних споруд становить близько 20 м³/добу; довжина водопровідної мережі становить 22,1 км. Виробничі та побутові стічні води за допомогою чотирьох КНС перекачуються на очисні споруди, розташовані за межею селища у північно-західній околиці; довжина каналізаційних колекторів — 4,7 км.

## Релігійне життя
У Лазурному існують дві православних громади: ПЦУ та РПЦвУ. Настоятелем храму св. влмч. Юрія Переможця ПЦУ, що на вул. Дружби є прот. Андрій Суддя зі Львівщини. Громада ПЦУ є нечисельною, найбільше людей відвідують богослужіння влітку — до 100 осіб. Це, переважно, віруючі ПЦУ і УГКЦ з усіх областей України, які приїздять до Лазурного на відпочинок і відвідують саме цей храм як єдиний український у селищі та околицях. Взимку на недільну літургію до парафії ПЦУ приходить від 5 до 20 селян, які і становлять кістяк громади.
Громада російської церкви молиться у Свято-Олексіївському храмі РПЦвУ, що розташований на вул. Дружби. Настоятель храму — прот. Орест, також уродженець Західної України. Протягом року парафію відвідують селяни, а в курортний сезон — віруючі РПЦ з України, Молдови та Білорусі (до 2014 р. — також і з Росії), які приїздять до Лазурного на відпочинок.

## Пам'ятки
На території селищної ради знаходяться 3 кургани III тис. до н. е. - II тис. до н. е. (висотою 0,5 — 4,5 м): облік № 1339 Херсонського обласного управління культури (рішення № 244 від 03.0.2000). Рішенням Херсонського облвиконкому № 59/2 від 21.01.1983 у селищі Лазурне віднесено до пам'яток історії місцевого значення могилу радянського льотчика Хрюніна (загиблого у 1941 році, селищне кладовище) і пам'ятник в честь воїнів-односельців (сквер у центрі селища).

## Світлини

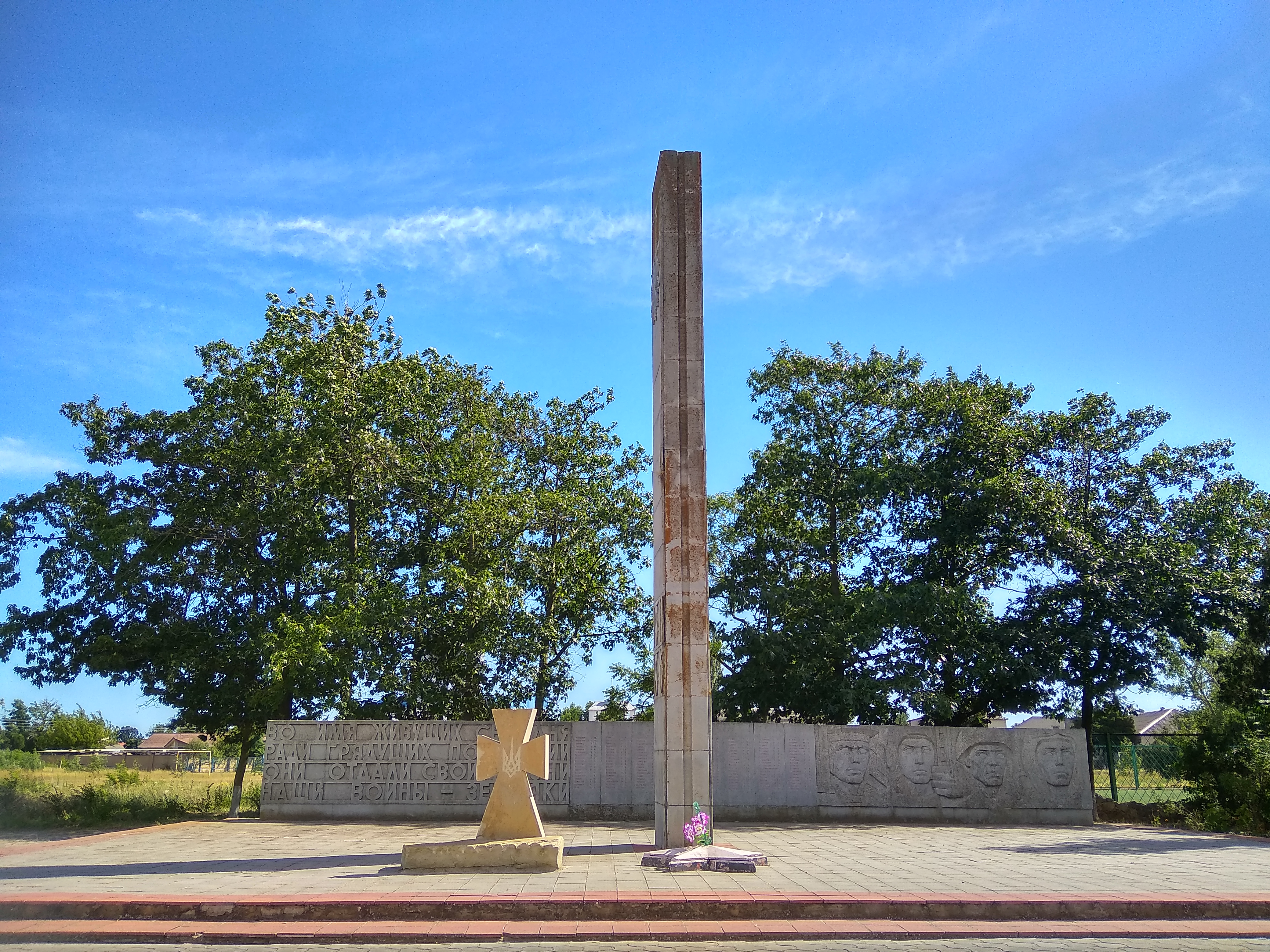
Пам'ятник на честь воїнів-односельчан
Церква ПЦУ
Церква УПЦ МП
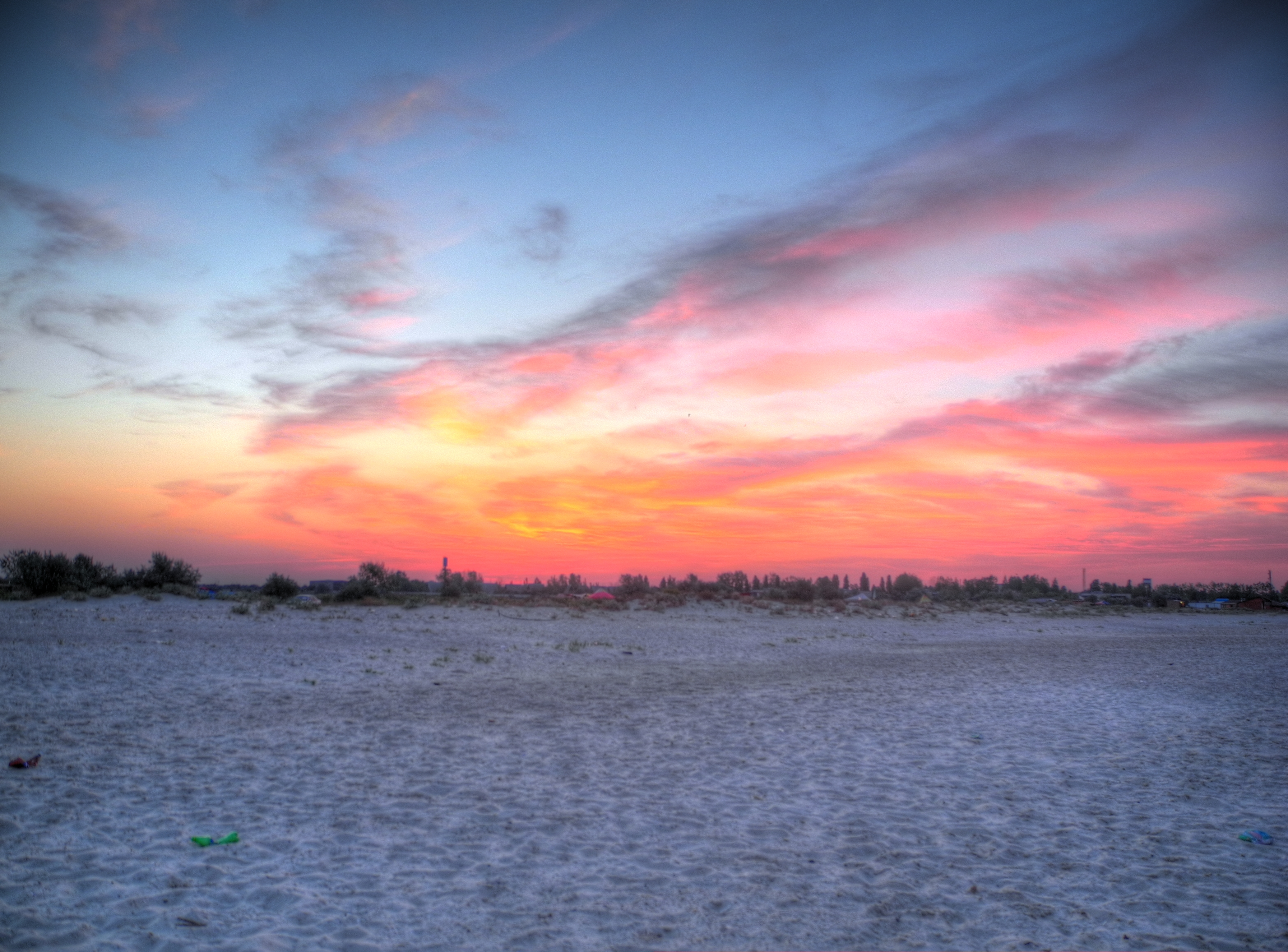
Пляж за смт Лазурне, світанок
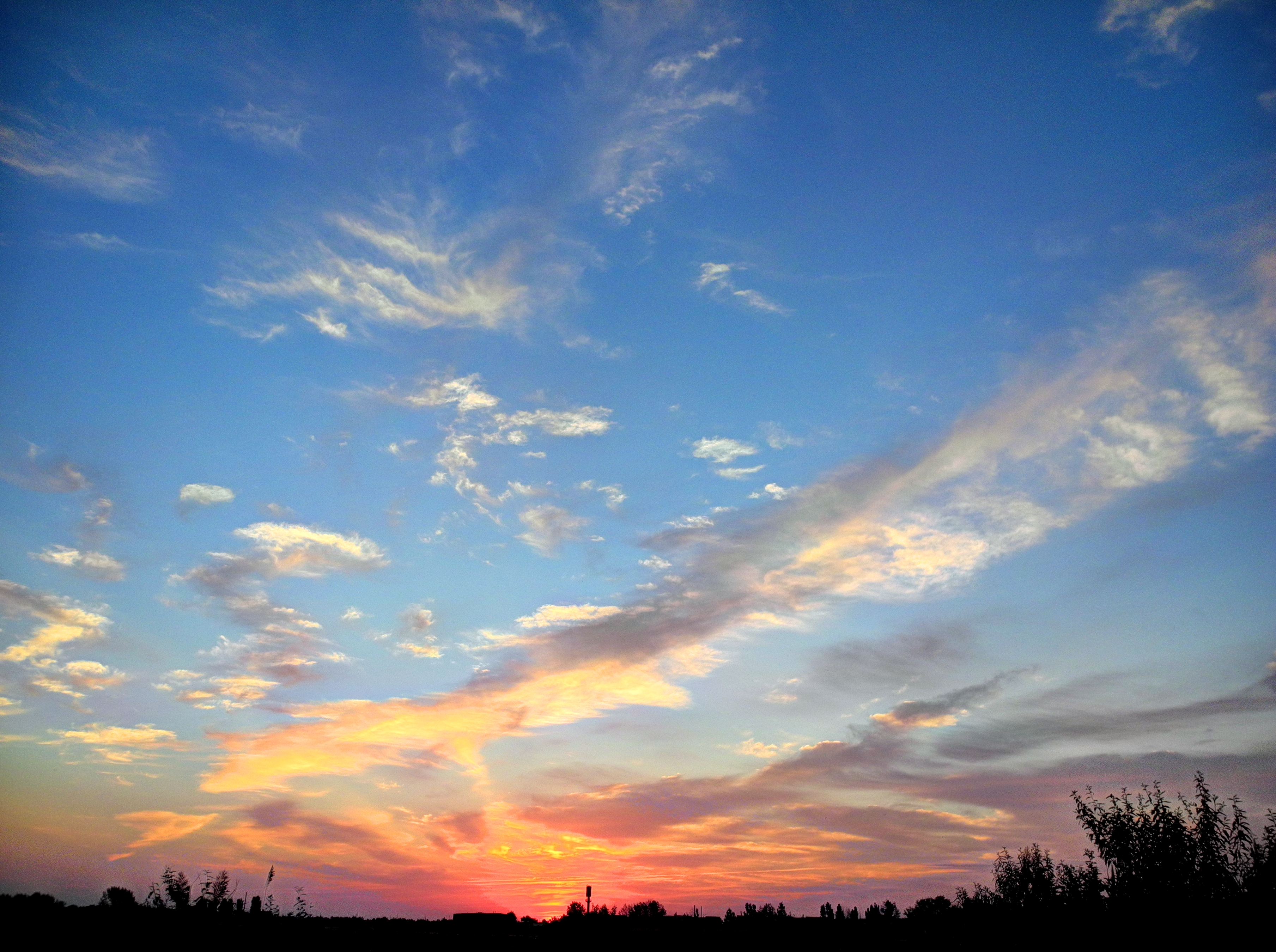
Пляж за смт Лазурне, світанок
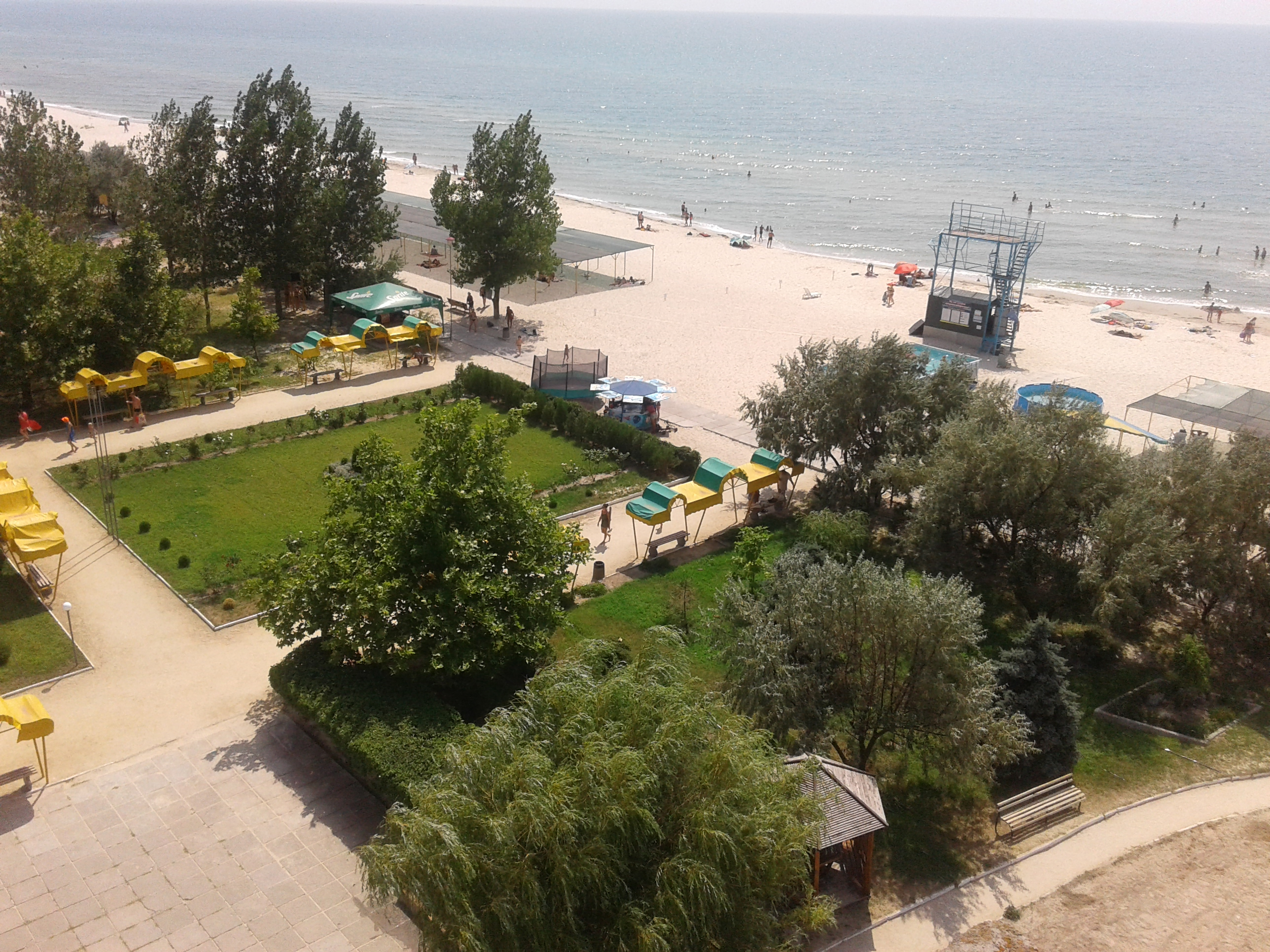
Пляж с.м.т. Лазурне вид з Санаторію Чайка
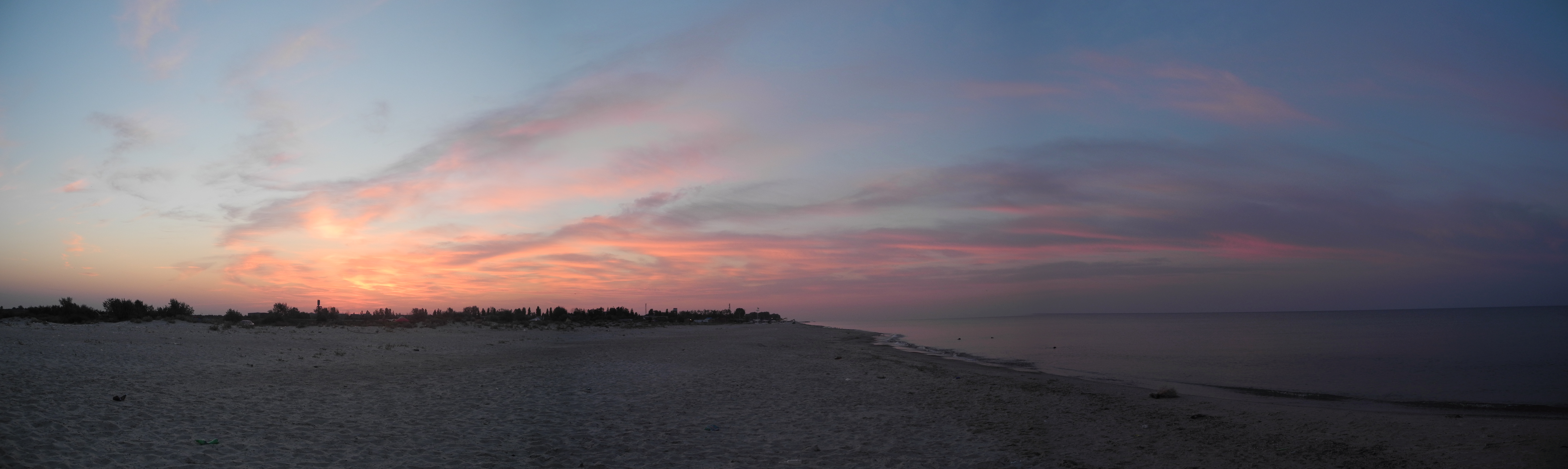
Пляж за смт Лазурне, світанок